# Dainius Gleveckas
Dainius Gleveckas (Panevėžys, 5 marzo 1977) è un ex calciatore lituano, di ruolo difensore.

## Caratteristiche tecniche
Era un difensore centrale.

## Carriera

### Club
Ha giocato nella prima divisione lituana ed in quella ucraina.

### Nazionale
Tra il 1997 ed il 2003 ha giocato complessivamente 34 partite con la nazionale lituana.

## Palmarès

### Club

#### Competizioni nazionali
- Campionato lituano: 5

Ekranas: 2008, 2009, 2010, 2011, 2012
- Coppa di Lituania: 4

Ekranas: 1996, 1998, 2009-2010, 2010-2011
- Supercoppa di Lituania: 3

Ekranas: 1998, 2010, 2011
- Campionato ucraino: 1

Šachtar: 2001-2002
- Coppa d'Ucraina: 3

Šachtar: 2000-2001, 2001-2002, 2003-2004